# Nachal Ra'anana
Nachal Ra'anana (hebrejsky נחל רעננה) je krátké vádí v centrálním Izraeli, v pobřežní nížině.
Začíná v nadmořské výšce necelých 50 metrů nad mořem v severní části města Ra'anana. Směřuje pak k severu rovinatou a zemědělsky využívanou pobřežní nížinou, přičemž prochází okolo obcí Bnej Cijon a Bacra. Zde zleva ústí do vádí Nachal Poleg.